# Queimadas (Bahia)
Queimadas is een gemeente in de Braziliaanse deelstaat Bahia. De gemeente telt 28.729 inwoners (schatting 2009).

## Aangrenzende gemeenten
De gemeente grenst aan Caém, Caldeirão Grande, Cansanção, Capim Grosso, Filadélfia, Nordestina, Ponto Novo en Santaluz.

## Geboren
- Antônia da Santa Cruz (1905-2022), supereeuwelinge